# Бурдьё, Эммануэль
Эммануэль Бурдьё (фр. Emmanuel Bourdieu, р. 1965) — французский кинорежиссёр, сценарист и драматург. Лауреат премии Жана Виго и гран-при программы «Неделя критики» Каннского кинофестиваля.

## Биография
Родился 6 апреля 1965 года в Париже в семье философа и социолога Пьера Бурдьё. Окончил Высшую нормальную школу, где изучал лингвистику и философию. Творческий путь начал в качестве театрального постановщика и драматурга. Для кино стал писать с середины 1990-х, выступив соавтором сценария фильма «Как я обсуждал... (мою сексуальную жизнь)» режиссёра Арно Деплешена. Как кинорежиссёр дебютировал в 2001 году двумя короткометражными работами — документальной Les trois théâtres и игровой Candidature. За последнюю удостоился премии Жана Виго. Игровой полнометражный дебют — Vert paradis (2003) — отмечен призом ФИПРЕССИ на кинофестивале в Женеве. Со второй полнометражной картиной «Ядовитые дружбы» (2006) участвовал в параллельной программе «Неделя критики» Каннского кинофестиваля и удостоился трёх наград, в том числе гран-при программы. Эта картина примечательна также тем, что в ней нашли отражение научные изыскания отца режиссёра. Как актёр появился на киноэкране в ленте Эжена Грина «Мост Искусств» (Le pont des Arts, 2004).

## Фильмография
Режиссёр
- 2001 — Les trois théâtres (документальный, короткометражный)
- 2001 — Candidature (короткометражный)
- 2003 — Vert paradis
- 2006 — Ядовитые дружбы / Les amitiés maléfiques
- 2008 — Intrusions
- 2011 — Drumont, histoire d’un antisémite français (ТВ)

Сценарист
- 1996 — Как я обсуждал... (мою сексуальную жизнь) / Comment je me suis disputé… (ma vie sexuelle)
- 1999 — Новая Ева / La nouvelle Ève
- 2000 — Эстер Кан / Esther Kahn
- 2000 — Bronx-Barbès
- 2001 — Candidature (короткометражный)
- 2003 — En jouant ‘Dans la compagnie des hommes’
- 2003 — Vert paradis
- 2006 — Ядовитые дружбы / Les amitiés maléfiques
- 2008 — Рождественская сказка / Un conte de Noël
- 2008 — Intrusions
- 2011 — Drumont, histoire d’un antisémite français (ТВ)

Актёр
- 2004 — Мост искусств / Le Pont des Arts
- 2017 — Боль / La Douleur — Робер Антельм